# Heraclides pallas subsp. bajaensis
Heraclides pallas subsp. bajaensis es una mariposa de la familia Papilionidae.

## Clasificación y descripción de la especie
Antenas de color negro, cabeza negra con puntos amarillos en el pronoto formando una línea. Tórax de color negro con dos líneas amarillas delgadas a cada lado. El abdomen es de color amarillo con una línea de color negro ancha en el dorso. Tórax y palpos de color amarillo. Las alas dorsalmente son de color negro con una banda central de color amarillo, con manchas individuales entre las venas R4 y R5, ésta es más grande y cubre parte de la región subapical. Banda marginal con lúnulas intervenales amarillas con el lado más basal casi en pico. Presenta en la región submarginal serie de lúnulas de color amarillo. Las alas en su vista dorsal presentan una banda central, lúnulas amarillas en la banda marginal, y lúnulas de diferente tamaño con escotadura en su lado más apical. Ventralmente las alas anteriores tienen el mismo patrón de diseño, en la cedula discal presenta cuatro líneas amarillas que parten de la región basal extendiéndose casi al terminar de esta. Las alas posteriores son con el mismo patrón de diseño, sin embargo, presenta dos series de puntos uno en la banda posdiscal proximal de color anaranjado oscuro y en la banda postdiscal interior con manchas de color azul rectangulares. La vena M3 está desarrollada formando una “cola” de color negro.

## Distribución de la especie
Se localiza en el oeste de México, desde el sur de Baja California hasta Oaxaca.

## Estado de conservación
No se encuentra bajo ninguna categoría de riesgo.